# Gift - Part 1
《Gift Part 1》은 박효신의 6번째 정규음반으로서 2009년 9월 15일에 발매되었다. 총 8트랙으로 구성되어 있으며 타이틀곡은 〈사랑한 후에〉이다.
정규 6집은 두개의 파트로 나뉘는데, 두 번째인 《Gift Part 2》는 2010년 12월 13일에 발매되었다.

## 트랙리스트
| #             | 제목                         | 작사           | 작곡           | 편곡           | 재생 시간 |
| ------------- | ---------------------------- | -------------- | -------------- | -------------- | --------- |
| 1.            | 〈Gift〉                     | 최갑원, 박효신 | 황세준, 박효신 | 황세준         | 3:30      |
| 2.            | 〈사랑한 후에〉              | 강은경, 최갑원 | 황세준, 김도훈 | 이현승         | 3:50      |
| 3.            | 〈널바라기〉                 | 안영민         | 조영수         | 조영수, 서재하 | 4:08      |
| 4.            | 〈이상하다〉                 | 김세진         | 김세진, 서정진 | 김세진, 서정진 | 3:49      |
| 5.            | 〈이름 모를 새〉             | 최갑원         | 박수종, 이종훈 | 박수종, 이종훈 | 3:54      |
| 6.            | 〈Deja-vu〉                  | 전해성         | 전해성         | 전해성         | 2:53      |
| 7.            | 〈사랑한 후에〉 (Inst.)      | 강은경, 최갑원 | 황세준, 김도훈 | 이현승         | 3:50      |
| 8.            | 〈Deja-vu〉 (Ver. Piano Mix) | 전해성         | 전해성         | 전해성         | 2:49      |
| 총 재생 시간: | 총 재생 시간:                | 총 재생 시간:  | 총 재생 시간:  | 총 재생 시간:  | 28:39     |